# Totale variatie

De groene punt beweegt zich over de grafiek van de functie en de afgelegde weg van zijn projectie op de y-as, de rode punt, is de totale variatie van de functie.

In de wiskunde is totale variatie een begrip in zowel de analyse als de maattheorie. Voor een reëelwaardige continue functie op een interval is de totale variatie de afgelegde weg van de projectie op de y-as van een punt dat de grafiek van de functie doorloopt. Voor andere functies wordt dit begrip gegeneraliseerd.

## Totale variatie van een functie

### Definitie
De totale variatie {\displaystyle V(f,a,b)} van de reêelwaardige functie {\displaystyle f} gedefinieerd op het interval {\displaystyle [a,b]} is gedefinieerd als:
{\displaystyle V(f,a,b)=\sup _{P}\sum _{i=0}^{n_{P}-1}|f(x_{i+1})-f(x_{i})|},
waarin het supremum genomen wordt over alle eindige verdelingen {\displaystyle P(a=x_{0}<x_{1}<\dots <x_{n_{P}}=b)} van het interval.

## Begrensde variatie
Functies waarvan de totale variatie eindig is, heten functies van begrensde variatie. Dergelijke functies kunnen populair gezegd niet willekeurig sterk oscilleren. De eigenschap hangt nauw samen met de eigenschappen continuïteit en integreerbaarheid.

## Voorbeelden

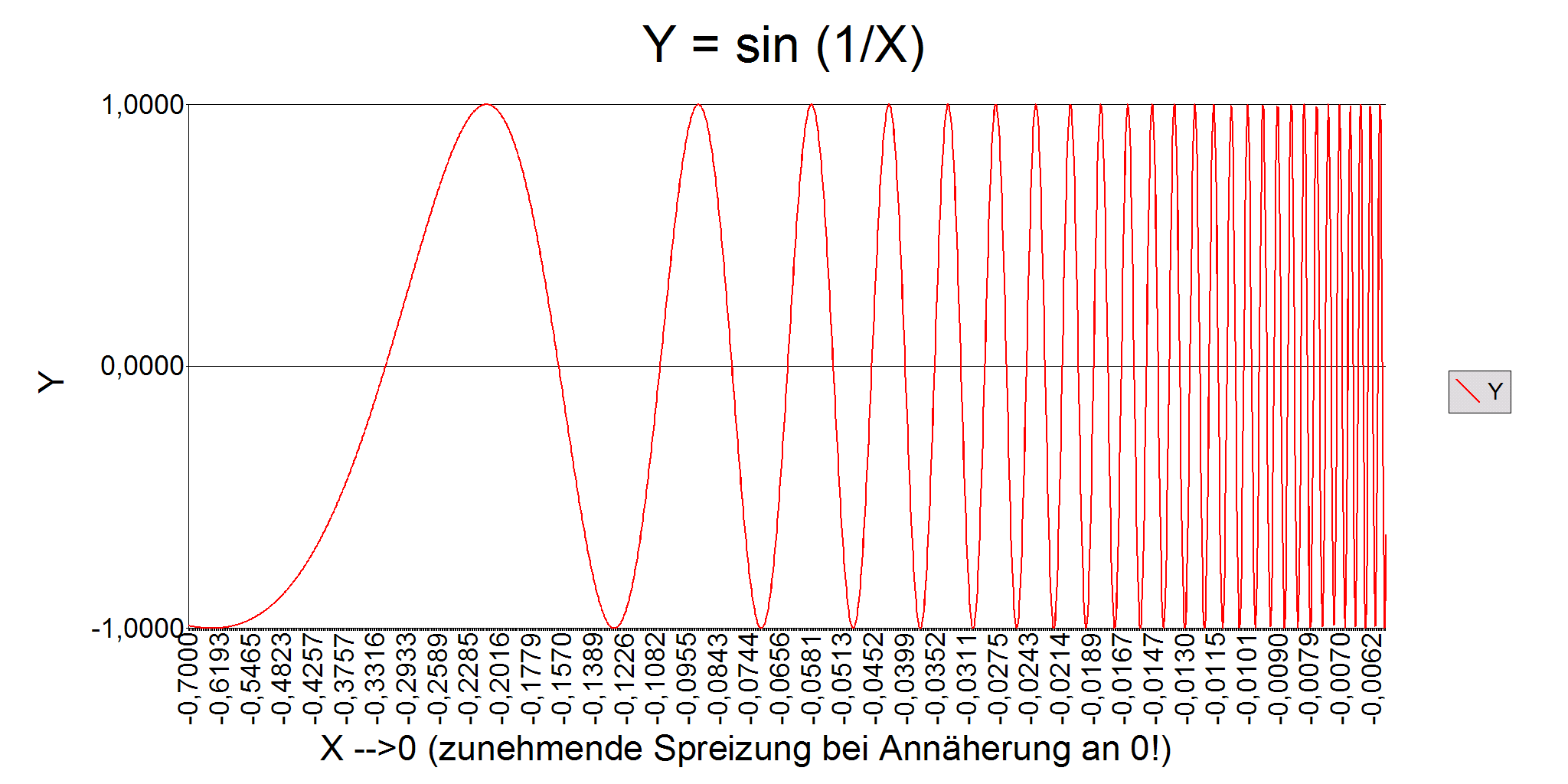
Een functie van onbegrensde variatie

1. De betekenis van begrensde variatie wordt het duidelijkst gedemonstreerd door een tegenvoorbeeld. De functie:
{\displaystyle f(x)={\begin{cases}\sin(1/x),&{\text{als }}x\neq 0\\0,&{\text{als }}x=0\end{cases}}}
is op ieder interval waarin 0 bevat is, van onbegrensde variatie. Het is aanschouwelijk duidelijk dat de waarde van {\displaystyle 1/x} voor {\displaystyle x\to 0} onbegrensd toeneemt, zodat de sinus van deze waarde onbegrensd tussen de waarden −1 en 1 oscilleert.
2. Ook de functie
{\displaystyle g(x)={\begin{cases}x\sin(1/x),&{\text{als }}x\neq 0\\0,&{\text{als }}x=0\end{cases}}}
is van onbegrensde variatie op een interval waarin 0 bevat is, hoewel de variatie enigszins beperkt wordt door de factor {\displaystyle x}.
3. Door de variatie nog verder te beperken, zoals bij de functie
{\displaystyle h(x)={\begin{cases}x^{2}\sin(1/x),&{\text{als }}x\neq 0\\0,&{\text{als }}x=0\end{cases}}},
blijft de variatie begrensd. De functie {\displaystyle h} is daarmee van begrensde variatie op ieder interval.

## Geschiedenis
Het begrip totale variatie van een functie van een reële variabele werd geïntroduceerd door Camille Jordan in een artikel uit 1881. Jordan gebruikte dit nieuwe begrip om een convergentiestelling te bewijzen voor Fourierreeksen van discontinue periodieke functies van begrensde variatie.

## Totale variatie van een maat
Laat μ een getekende maat zijn op de meetbare ruimte {\displaystyle (X,\Sigma )}. Dan zijn er twee niet-negatieve maten {\displaystyle \mu _{+}} en {\displaystyle \mu _{-}}, gedefinieerd door
{\displaystyle \mu _{+}(A)=\sup\{\mu (E)|E\in \Sigma {\text{ en }}E\subset A\}}
en
{\displaystyle \mu _{-}(A)=-\inf\{\mu (E)|E\in \Sigma {\text{ en }}E\subset A\}},
zo dat:
{\displaystyle \mu =\mu _{+}-\mu _{-}}
De variatie van μ (ook de absolute variatie geheten) is de functie:
{\displaystyle |\mu |=\mu _{+}+\mu _{-}}
en de totale variatie van {\displaystyle \mu }, aangeduid door {\displaystyle \|\mu \|}, is de waarde van deze functie voor de gehele ruimte:
{\displaystyle \|\mu \|=|\mu |(X)}

## Toepassing
Totale variatie kan opgevat worden als een niet-negatieve reëelwaardige functionaal op de ruimte van reëelwaardige functies van één variabele of op de ruimte van integreerbare functies van meerdere variabelen. Als functionaal vindt de totale variatie toepassing in verscheidene takken van wiskunde en technische wetenschappen, zoals numerieke analyse en variatierekening, waar de oplossing van een probleem de waarde van de functionaal moet minimaliseren. Voorbeelden zijn:
Numerieke analyse van differentiaalvergelijking
waarin benaderingen gezocht worden voor oplossingen van differentiaalvergelijkingen
Ruisreductie in beeldbewerking
waarin methoden gebruikt worden om de ruis te reduceren in een beeld dat op elektronische wijze verkregen is. Details kan men vinden in een artikel van Caselles, Chambolle & Novaga (2007).